# Setellida caerulescens
Setellida caerulescens är en tvåvingeart som beskrevs av Friedrich Georg Hendel 1911. Setellida caerulescens ingår i släktet Setellida och familjen Richardiidae.
Artens utbredningsområde är Panama. Inga underarter finns listade i Catalogue of Life.